# Truus Hogerzeil
Catharina Geertruida Anna Maria (Truus) Kruyt-Hogerzeil (Amsterdam, 21 september 1876 - Den Haag, 18 oktober 1922) was een christensocialiste.

## Levensloop
Truus Hogerzeil was de dochter van de hervormde predikant H.V. Hogerzeil, die stelling had genomen tegen Abraham Kuyper en de Doleantie. Truus had een brede religieuze, literaire en maatschappelijke belangstelling. Op 30 april 1901 huwde ze met Willy Kruyt, met wie zij twee dochters en twee zoons kreeg, waaronder pianist Herman Kruyt.
Ze verdiepte zich met haar echtgenoot Willy Kuyt in maatschappelijke vragen en socialistische literatuur. Met haar man evolueerde zij van de protestants-christelijke richting naar het christen-socialisme. In 1909 trad ze samen met Bart de Ligt, Année Rinzes de Jong en haar man Willy Kruyt toe tot de redactie van het christelijk-sociale tijdschrift Wereldvrede. Met haar echtgenoot trad ze in 1910 toe tot de Bond van Christen-Socialisten. Deze partij streefde naar sociale zekerheid, gelijke rechten voor vrouwen, kosteloos onderwijs, opheffing van accijnzen en invoering van een minimumloon. In 1914 stellen de Kruyts met De Jong en De Ligt het manifest De schuld der kerken op waarin de verbinding tussen kerk en imperialisme werd gehekeld. Tussen 1914-1919 was zij redacteur van het bondsblad van de BCS Opwaarts. In 1918 verhuisde het gezin van Gennep naar Utrecht. In 1919 verdedigde zij in Opwaarts de Russische Revolutie tegenover dr. van Zenden en anderen. In 1915 behoorde zij tot de ondertekenaars van het Dienstweigeringsmanifest 1915. Met dit onderwerp trad zij ook op als spreekster.
Voor de Kinderbond hield zij een toespraak over Oorlog en opvoeding.
Truus Hogerzeil overleed op 18 oktober 1922 in een verpleeghuis in Den Haag nadat een tumor was geconstateerd.

## Publicaties
In 1990 verscheen het werk Het christen-socialisme van John William Kruyt en Truus Kruyt-Hogerzeil (ISBN 90-6495-212-4). Hierin schreef Herman Noordegraaf de opkomst en ondergang van de beweging van het christen-socialisme beschreven aan de hand van de levensverhalen van twee hoofdfiguren.
- Waarom ook vrouwen het Manifest der Dienstweigeraars ondertekenden[10]
- De Vrouw en de Oorlog. Amsterdam, Kruyt, 1915[11]
- Mela. Amsterdam, Tierie & Kruyt, 1901